# Xavier Woods (football américain)
Pour les articles homonymes, voir Woods.
(en) Statistiques sur pro-football-reference
Xavier Woods, né le 26 juillet 1995 à Monroe (Louisiane), est un joueur professionnel américain de football américain jouant au poste de cornerback dans la National Football League (NFL).
Il joue au niveau universitaire pour les Bulldogs de Louisiana Tech dans la NCAA Division I Football Bowl Subdivision (FBS) avant d'être sélectionné par la franchise NFL des Cowboys de Dallas lors de la draft 2017.
Il y joue pendant 4 saisons avant de rejoindre les Vikings du Minnesota (2021) puis les Panthers de la Caroline (2022-2024) et finalement les Titans du Tennessee dès 2025.